# گامسا

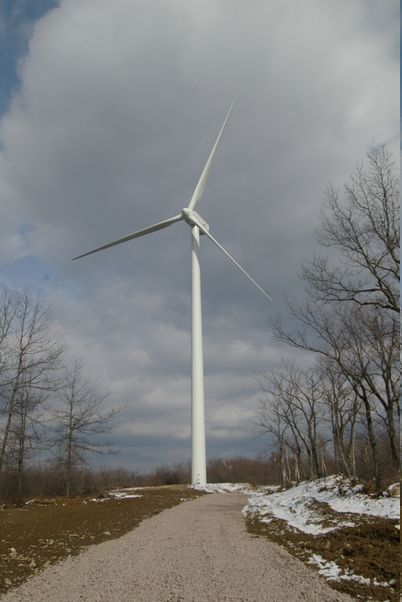
توربین بادی شرکت گامسا، مستقر در بئرکریک، پنسیلوانیا، ایالات متحده

گامسا (به اسپانیایی: Gamesa) شرکت اسپانیایی است، که در زمینه تولید انرژی‌های تجدیدپذیر، مانند انرژی خورشیدی، توان بادی و سوخت‌های زیستی فعالیت می‌کند، ولی تمرکز اصلی شرکت گامسا در بخش کارخانجات تولید توربین‌های بادی می‌باشد.
این شرکت همچنین یکی از شناخته‌شده‌ترین شرکت‌ها در زمینه احداث نیروگاه‌های بادی است. شرکت گامسا در سال ۲۰۱۱ به‌عنوان چهارمین تولیدکننده بزرگ توربین‌های بادی در جهان انتخاب شد.